# Sumner White
Sumner Wheeler White (Manhattan, 17 de noviembre de 1929-Summit, 24 de octubre de 1988) fue un deportista estadounidense que compitió en vela en la clase 5.5 Metre. Fue hermano del también regatista Edgar White.
Participó en los Juegos Olímpicos de Helsinki 1952, obteniendo una medalla de oro en la clase 5.5 Metre.

## Palmarés internacional
| Juegos Olímpicos | Juegos Olímpicos     | Juegos Olímpicos | Juegos Olímpicos |
| Año              | Lugar                | Medalla          | Clase            |
| ---------------- | -------------------- | ---------------- | ---------------- |
| 1952             | Helsinki (Finlandia) | Medalla de oro   | 5.5 Metre        |